# Bertil Falck
Lars Bertil Falck, född 1941 i Uddevalla, är en svensk entreprenör, som 1985 grundade Bokmässan i Göteborg tillsammans med Conny Jacobsson.

## Biografi
Falck började arbeta som polis i Munkedal, och kom senare att arbeta som programmerare på Rikspolisstyrelsen, Volvo och som regionchef inom Datema. Under åren 1980–1985 var han administrativ chef vid Göteborgs stadsbibliotek. År 1985 grundade han tillsammans med Conny Jacobsson Bok- och Biblioteksmässan i Göteborg.

### Familj
Bertil Falck är gift med Barbro och far till Karin C. Falck och  Anna Falck.

## Utmärkelser
Falck utsågs till hedersdoktor vid humanistiska fakulteten vid Göteborgs universitet 2002. År 2012 tilldelades Falck Konungens medalj av 12:e storleken för betydelsefulla insatser. Falck tilldelades förläggareföreningens hederspris 2022 för sitt arbete med att skapa mötesplatser mellan läsare och författare.